# Komsomolske (Simferopol)
Komsomolske (en ukrainien : Комсомольське) ou Komsomolskoïe (en russe : Комсомольское ; en tatar de Crimée : Komsomolskoye) est une commune urbaine dans la république autonome de Crimée, en Ukraine, occupée par la Russie depuis 2014. Sa population s'élevait à 4 869 habitants en 2013.

## Géographie
Komsomolske est arrosée par le petit fleuve Salhir et se trouve dans la région centrale de la péninsule de Crimée, à 8 km au nord-ouest de Simferopol.

## Administration
Komsomolske fait partie de la municipalité de Simferopol (en ukrainien : Сімферопольська міськрада, Simferopols'ka mis'krada), qui comprend également la ville de Simferopol, les communes urbaines d'Aeroflotskyï, Ahrarne et Hressivskyï, et le village de Bitoumne. Komsomolske se trouve dans le raïon Zaliznytchnyï (Залізничний), l'un des trois raïons de la municipalité.

## Histoire
Komsomolske a été fondé en 1956 et a le statut de commune urbaine depuis 1993.

## Population
Recensements (*) ou estimations de la population :
| 2001* | 2010  | 2011  | 2012  | 2013  |
| ----- | ----- | ----- | ----- | ----- |
| 4 279 | 4 730 | 4 787 | 4 852 | 4 869 |